# 노사카 산조
노사카 산조(일본어: 野坂参三, 1892년 3월 30일 ~ 1993년 11월 14일)는 일본의 정치인이다.

## 같이 보기
- 일본 공산당